# Linsansaran
Ne doit pas être confondu avec Linsan.
Linsan Saran est une ville et une sous-préfecture de Guinée, rattachée à la préfecture de Lélouma et la région de Labé. 

## Population
En 2016, le nombre d'habitants est estimé à 11 090, à partir d'une extrapolation officielle du recensement de 2014 qui en avait dénombré 10 369.

## Faune
- Forêt Classée de Nialama